# الإسلام في فيتنام

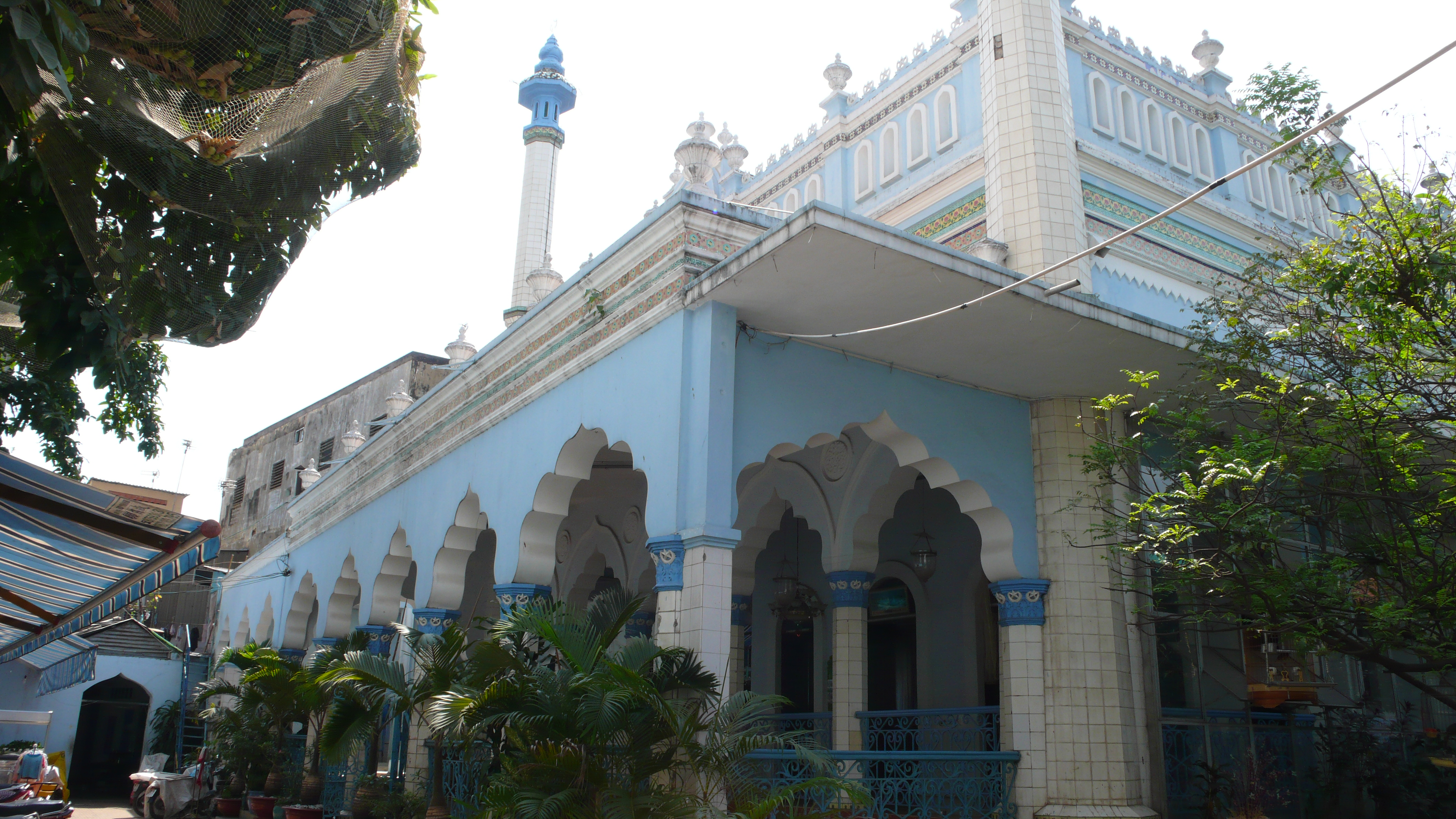
مسجد مدينة هو تشي منه

الإسلام في فيتنام الديانة الرئيسية لشعب التشام الذين يمثلون ثلثي مسلمي الفيتنام. كما توجد جالية مسلمة تصف نفسها بالمختلطة من أصول إثنية أخرى (تشام وخمير وملايو وصينيين وعرب..) يطلق عليهم أيضا مسلمو تشام في نواحي شودوك الجنوب غربية.

## تاريخ
دخل الإسلام إلى فيتنام عن طريق الزحف البطيء من تايلاند وعن طريق التجار والدعاة من نواحي الهند وإيران وشبه جزيرة العرب الذين استقروا في مدن الساحل فنشروا الإسلام خاصة بين جنس التشام. وقد انتشرت المساجد في بلادهم وأنشئوا دولة التشام الكبيرة وعرفت باسم دولة الشامبا على الشاطئ الشرقي للهند الصينية ولكن عمرها كان قصيرا لأن البوذيين ناصبوها العداء وانتهت هذه الدولة سنة 1490م ومنذ ذلك التاريخ والمسلمون هناك يعيشون في عزلة.

## حال المسلمين الآن
يعيش المسلمون في عزلة عن العالم الإسلامي، فرضها وجود حكومة شيوعية لاتهتم بالأديان، وتضيق على حريتها. ويعاني مسلمو فيتنام من جهلهم بأبسط مقومات الدين الإسلامي، وتختلط عندهم عادات وتقاليد لاعلاقة لها بالإسلام بالحياة اليومية، بالرغم من محاولات نشر الوعي في الجالية المسلمة
من خلال إنشاء بعض المساجد وإيفاد بعض الأئمة بحسب مايسمح به النظام الشيوعي هناك.

## عدد المسلمين
يتراوح عدد مسلمي فيتنام بين 6000000 إلى 8000000 والرقم المعطى في بعض الإحصائيات 7300000 مسلم كما في تقرير وزارة الخارجية الأمريكية للحقوق والحريات الدينية لعام 2009.أي مايعادل نسبه 9 % من اجمالي الشعب الفيتنامي.